# Nguyễn Thị Hồng (sinh 1968)
Nguyễn Thị Hồng (sinh năm 1968) là một chính khách người Việt Nam. Bà hiện là Thống đốc Ngân hàng Nhà nước Việt Nam và là nữ thống đốc đầu tiên trong lịch sử ngân hàng này.
Trong Đảng Cộng sản Việt Nam, bà là Ủy viên Ban Chấp hành Trung ương Đảng Cộng sản Việt Nam khóa XIII, Bí thư Đảng ủy Ngân hàng Nhà nước.

## Tiểu sử và sự nghiệp
Bà Nguyễn Thị Hồng sinh ngày 27/03/1968. Quê bà ở Cầu Giấy, Hà Nội.
Bà tốt nghiệp Cử nhân tại Học viện Ngân hàng và có học vị Thạc sĩ kinh tế tại Đại học Kinh tế Quốc dân.
Bà bắt đầu sự nghiệp tại Ngân hàng Nhà nước vào năm 1991 với vị trí Chuyên viên Vụ Quản lý Ngoại hối.
Sau 2 năm công tác, từ tháng 11 năm 1993, bà chuyển sang công tác tại Vụ Chính sách tiền tệ, lần lượt giữ các chức vụ:
- Chuyên viên (11/1993 – 4/1995)
- Phó Trưởng phòng, Trưởng phòng Cán cân thanh toán quốc tế (4/1995 – 4/2008)
- Phó Vụ trưởng (4/2008 – 7/2011)
- Phó Vụ trưởng phụ trách (8/2011 – 1/2012)

Tháng 1 năm 2012, bà được bổ nhiệm làm Vụ trưởng Vụ Chính sách tiền tệ.
Ngày 16 tháng 8 năm 2014, bà được Thủ tướng Nguyễn Tấn Dũng bổ nhiệm làm Phó Thống đốc Ngân hàng Nhà nước Việt Nam. Ngày 21 tháng 8 năm 2019, bà được Thủ tướng Nguyễn Xuân Phúc bổ nhiệm lại, giữ chức vụ Phó Thống đốc Ngân hàng Nhà nước Việt Nam.
Ngày 17 tháng 8 năm 2020, bà được bầu làm Bí thư Đảng ủy Cơ quan Ngân hàng Trung ương khóa XXIV, nhiệm kỳ 2020 – 2025.
Ngày 29 tháng 10 năm 2020, bà được Đại hội Đảng bộ Khối Các cơ quan Trung ương lần thứ XIII, nhiệm kỳ 2020 – 2025 bầu làm Ủy viên Ban Thường vụ Đảng ủy Khối.
Tháng 11 năm 2020, bà được Chính phủ giới thiệu để phê chuẩn giữ chức vụ Thống đốc Ngân hàng Nhà nước Việt Nam thay ông Lê Minh Hưng chuyển sang làm Chánh Văn phòng Trung ương Đảng.
Ngày 12 tháng 11 năm 2020, tại Kỳ họp thứ 10, Quốc hội khóa XIV, bà được Quốc hội phê chuẩn giữ chức vụ Thống đốc Ngân hàng Nhà nước Việt Nam với 97,08% số phiếu tán thành. Bà chính thức trở thành nữ Thống đốc đầu tiên của Ngân hàng Nhà nước Việt Nam, đồng thời là người phụ nữ đầu tiên đứng đầu một Bộ, cơ quan ngang Bộ về kinh tế.
Ngày 30 tháng 1 năm 2021, tại Đại hội Đại biểu toàn quốc Đảng Cộng sản Việt Nam khóa XIII, bà được bầu làm Ủy viên chính thức Ban Chấp hành Trung ương Đảng Cộng sản Việt Nam khoá XIII.
Ngày 28 tháng 7 năm 2021, tại kỳ họp thứ nhất, bà được Quốc hội Việt Nam khóa XV bầu làm Thống đốc Ngân hàng Nhà nước Việt Nam nhiệm kỳ 2021 - 2026 theo đề nghị của Thủ tướng Phạm Minh Chính.